# كاترينا غوري
كاترينا لي غوري (من مواليد 13 أغسطس 1992) والمعروفة أيضًا باسم ميني، هي لاعبة كرة قدم أسترالية محترفة تلعب كلاعبة خط وسط لفريق وست هام يونايتد في الدوري الممتاز للسيدات، الذي تقوده، وللمنتخب الأسترالي. كانت جوري لاعبة كرة القدم الآسيوية عام 2014. في أكتوبر 2023 تم ترشيحها لجائزة "أفضل لاعبة كرة قدم في آسيا" في بلدية هاسلهولم السويدية حيث عاشت ولعبت، بعد أدائها في كأس العالم.